# Comissão do Mercado de Valores Mobiliários
Die Comissão do Mercado de Valores Mobiliários (CMVM, portugiesisch für: Kommission für den Wertpapiermarkt) ist die portugiesische Behörde für die Börsenaufsicht. Sie hat ihren Sitz in der Hausnummer 4 der Rua Laura Alves, einer Seitenstraße der Avenida de Berna nahe des Campo Pequeno im Zentrum der Hauptstadt Lissabon.

## Struktur
Die CMVM ist in das Europäische Finanzaufsichtssystem integriert und gehört dem Conselho Nacional de Supervisores Financeiros an, dem übergeordneten portugiesischen Rat der Finanzaufsichten.
Die CMVM strukturiert sich in vier Organe:
- Verwaltungsrat (port.: Conselho de Administração, engl.: Management board)
- Beratungsgremium (port.: Conselho Consultivo, engl.: Advisory board)
- Kontrollkommission (port.: Comissão de Fiscalização, engl.: Inspection board)
- Fälligkeitskommission (port.: Comissão de Vencimentos, engl.: Maturity board)
- Deontologie-Kommission bzw. Ethikkommission (port.: Comissão de Deontologia, engl.: Ethics committee)

## Geschichte

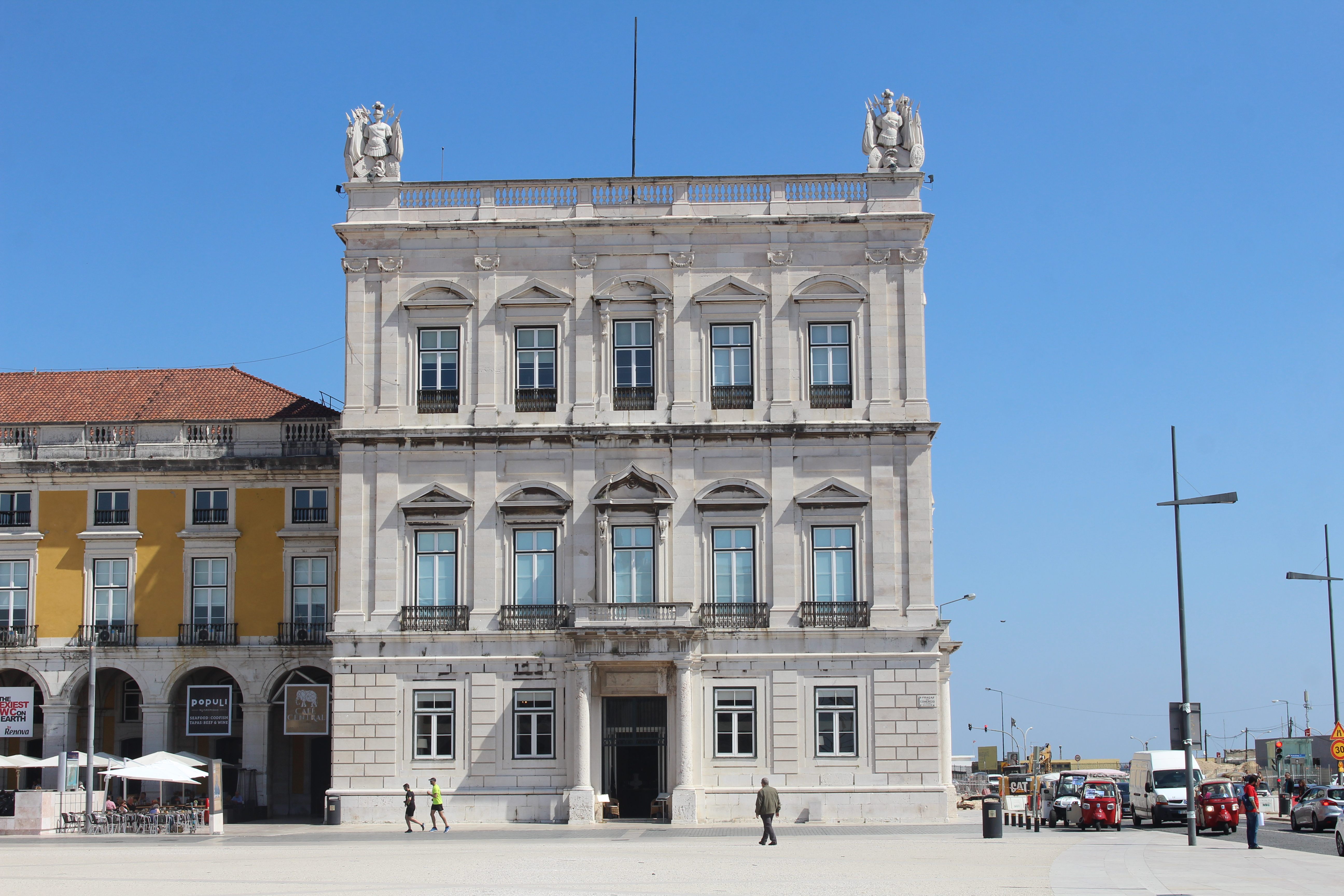
Der Ostturm der Praça do Comércio, seit Fertigstellung um 1775 bis Anfang der 1990er Jahre Sitz der Börse von Lissabon.

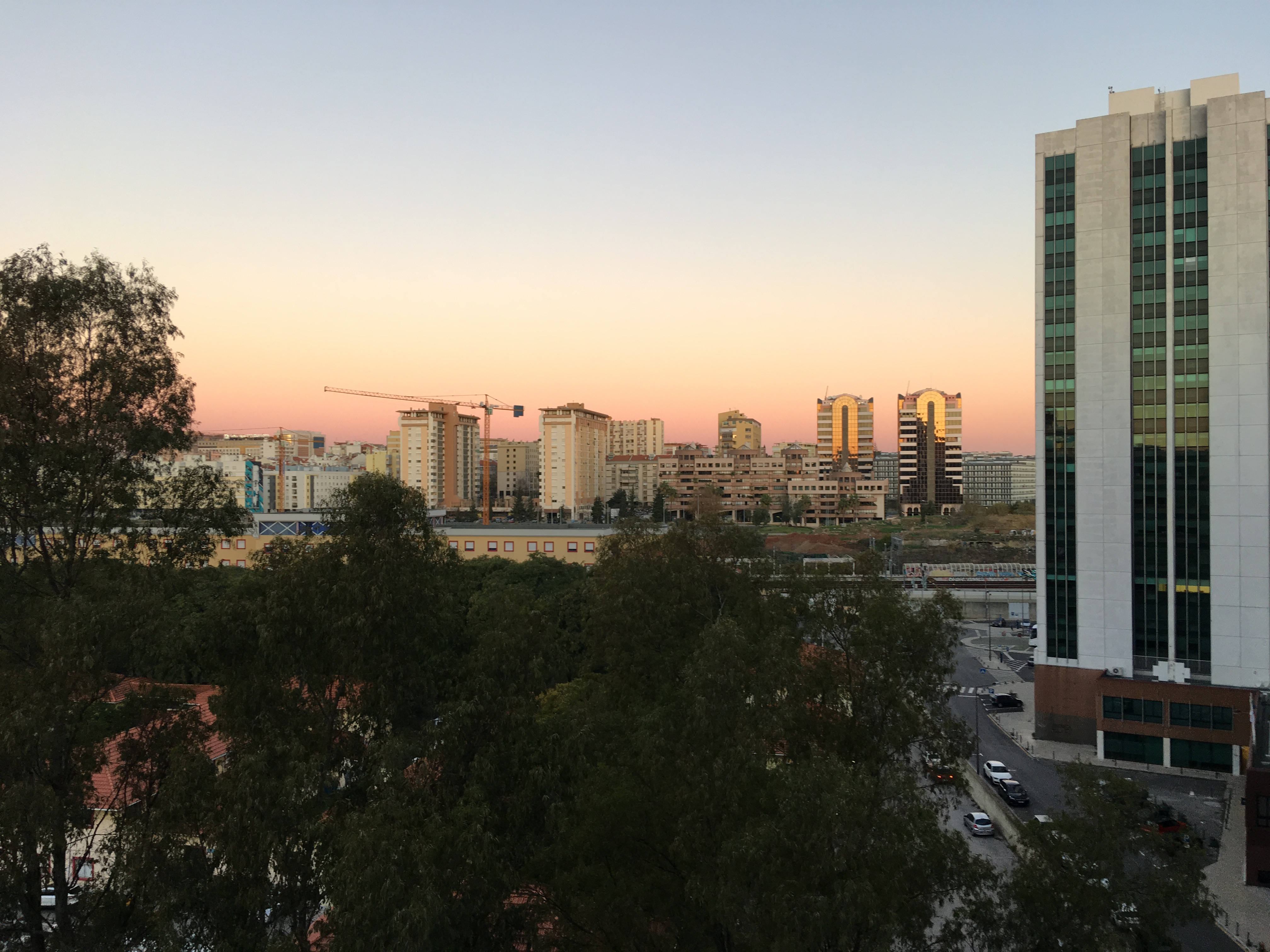
Viertel mit der Rua Laura Alves, in der die CMVM ihren Sitz hat.

Die CMVM wurde per Gesetz im Mai 1991 gegründet. Vorausgegangen war der Schwarze Montag 1987 und ein Vertrauensverlust an der jahrhundertealten Börse von Lissabon, was im portugiesischen Wirtschaftsministerium die Schaffung des Auditor-Geral do Mercado de Títulos (portugiesisch für: General-Auditor des Marktes für Titel) als Beratungsgremium und die Wiederherstellung der früheren Aufsichtsbehörde Conselho Nacional das Bolsas de Valores (portugiesisch für: Nationaler Rat für die Wertpapierbörsen, CNBV) auslöste. Die Neuorganisation stand auch im Zeichen nötiger Anpassungen an den europäischen Markt (Beitritt Portugals 1986 zur EWG, heute EU).
Im Juni 1988 wurde innerhalb der CNVB dann eine Abteilung geschaffen, die Studien zur gesetzlichen, institutionellen und operativen Neugestaltung des Aktienmarktes in Portugal anstellte. Daraus ging ein Gesetzentwurf hervor, der in das am 10. April 1991 verabschiedete Gesetz zur Neuregelung des Wertpapiermarktes führte (Decreto-Lei nº 142-A91, Código do Mercado de Valores Mobiliários). Mit ihm wurden die bislang staatlichen Börsen in Portugal in die Gesellschaften den beiden Wertpapierbörsen in Lissabon und Porto überführt, somit privatisiert, begleitet von Deregulierungen und Liberalisierungen. Damit einher gingen auch deutlich erhöhte Informationspflichten (Einführung des verpflichtenden full disclosure) und eine verstärkte Aufmerksamkeit auf Registrierung und Kontrolle der Wertpapiere und den Zahlungsverkehr. Damit erfolgte auch die Schaffung der CMVM als neue zuständige Aufsichtsbehörde, die fortan Regulatorik, Aufsicht, Kontrolle und Öffentlichkeitsarbeit des Wertpapierwesens in Portugal übernahm.
Die ebenfalls mit dem Gesetz von 1991 gegründete CMVM und die seit 1989 vorgenommene staatliche Politik der Förderung der Kapital- und Wertpapiermärkte und zahlreiche Privatisierungen der nach der Nelkenrevolution 1974 erfolgten Verstaatlichungen sorgten in den 1900er Jahren für einen Boom an der Lissabonner Börse und für Rekordstände des 1992 eingeführten Aktienindex PSI 20.
1993 genehmigte die CMVM der Börse von Porto den Handel mit Futures und Optionen, die sich nun zu einer reinen Börse für Derivate und Anleihen entwickelte. Die weiter zunehmenden Globalisierung der Kapitalmärkte veranlasste die portugiesische Regierung 1999, mit einem neuen Gesetz für die Wertpapiermärkte (Decreto-Lei nº 486/99 vom 13. November, Código dos Valores Mobiliários) Vereinfachungen und Flexibilisierungen vorzunehmen. Dabei wurden auch die Betreibergesellschaften der beiden Börsen in der neuen gemeinsamen Börse Bolsa de Valores de Lisboa e Porto (BVLP - Sociedade Gestora de Mercados Regulamentados, SA.) zusammengefasst und als Aktiengesellschaft neu strukturiert und selbst an den Kapitalmarkt gebracht, genehmigt durch die CMVM.